# Diocesi di Jataí
La diocesi di Jataí (in latino Dioecesis Iataiensis) è una sede della Chiesa cattolica in Brasile suffraganea dell'arcidiocesi di Goiânia. Nel 2021 contava 523.000 battezzati su 658.844 abitanti. È retta dal vescovo Joaquim Carlos Carvalho, O.S.B.

## Territorio
La diocesi si estende nella parte sud-occidentale dello stato brasiliano di Goiás e più precisamente comprende per intero la microregione di Quirinópolis e buona parte della microregione di Sudoeste de Goiás (rimane fuori dalla diocesi la parte più settentrionale della microregione, corrispondente ai comuni di Caiapônia, Doverlândia e Palestina de Goiás). È costituita da 24 comuni: Aparecida do Rio Doce, Aporé, Caçu, Cachoeira Alta, Castelândia, Chapadão do Céu, Gouvelândia, Itajá, Itarumã, Jataí, Lagoa Santa, Maurilândia, Mineiros, Montividiu, Paranaiguara, Perolândia, Portelândia, Quirinópolis, Rio Verde, Santa Helena de Goiás, São Simão, Santa Rita do Araguaia, Santo Antônio da Barra e Serranópolis.
Sede vescovile è la città di Jataí, dove si trova la cattedrale dello Spirito Santo.
Il territorio si estende su una superficie di 58.976 km² ed è suddiviso in 31 parrocchie.

## Storia
La prelatura territoriale di Jataí fu eretta il 21 giugno 1929 con la bolla Sollicitido quae in omnes di papa Pio XI, ricavandone il territorio dalla diocesi di Goiás.
Originariamente suffraganea dell'arcidiocesi di Mariana, il 18 novembre 1932 è entrata a far parte della provincia ecclesiastica dell'arcidiocesi di Goiás (oggi diocesi).
Il 26 marzo 1956 la prelatura territoriale è stata elevata a diocesi con la bolla Quo aptiori di papa Pio XII e contestualmente è diventata suffraganea dell'arcidiocesi di Goiânia.
Il 25 novembre 1961 ha ceduto una porzione del suo territorio a vantaggio dell'erezione della prelatura territoriale di São Luís de Montes Belos (oggi diocesi).
Il 2 ottobre 1993 è stata consacrata la nuova maestosa cattedrale dello Spirito Santo.

## Cronotassi dei vescovi
Si omettono i periodi di sede vacante non superiori ai 2 anni o non storicamente accertati.
- Sede vacante (1929-1941)

- Germán Vega Campón, O.S.A. † (19 aprile 1941 - 8 maggio 1955 dimesso)
- Abel Ribeiro Camelo † (17 gennaio 1957 - 14 maggio 1960 nominato vescovo di Goiás)
- Benedito Domingos Vito Coscia, O.F.M. † (8 giugno 1961 - 24 febbraio 1999 ritirato)
- Miguel Pedro Mundo † (24 febbraio 1999 - 19 maggio 1999 deceduto)
- Aloísio Hilário de Pinho, F.D.P. † (22 dicembre 1999 - 16 dicembre 2009 ritirato)
- José Luiz Majella Delgado, C.SS.R. (16 dicembre 2009 - 28 maggio 2014 nominato arcivescovo di Pouso Alegre)
- Nélio Domingos Zortea (18 novembre 2015 - 29 marzo 2023 nominato vescovo di Cruz Alta)
- Joaquim Carlos Carvalho, O.S.B., dal 18 novembre 2023[1]

## Statistiche
La diocesi nel 2021 su una popolazione di 658.844 persone contava 523.000 battezzati, corrispondenti al 79,4% del totale.
| anno | popolazione | popolazione | popolazione | presbiteri | presbiteri | presbiteri | presbiteri                | diaconi | religiosi | religiosi | parrocchie |
| anno | battezzati  | totale      | %           | numero     | secolari   | regolari   | battezzati per presbitero | diaconi | uomini    | donne     | parrocchie |
| ---- | ----------- | ----------- | ----------- | ---------- | ---------- | ---------- | ------------------------- | ------- | --------- | --------- | ---------- |
| 1950 | 130.000     | ?           | ?           | 6          |            | 6          | 21.666                    |         |           | 8         | 4          |
| 1966 | 200.000     | 247.879     | 80,7        | 23         | 5          | 18         | 8.695                     |         | 24        | 49        | 13         |
| 1970 | 250.000     | 300.000     | 83,3        | 31         | 8          | 23         | 8.064                     | 1       | 28        | 67        | 15         |
| 1976 | 320.000     | 390.000     | 82,1        | 28         | 3          | 25         | 11.428                    | 2       | 32        | 52        | 15         |
| 1980 | 363.000     | 420.000     | 86,4        | 26         | 4          | 22         | 13.961                    | 1       | 26        | 53        | 15         |
| 1990 | 323.000     | 341.000     | 94,7        | 25         | 7          | 18         | 12.920                    | 9       | 19        | 78        | 23         |
| 1999 | 400.000     | 500.000     | 80,0        | 31         | 19         | 12         | 12.903                    | 19      | 12        | 48        | 27         |
| 2000 | 400.000     | 500.000     | 80,0        | 31         | 20         | 11         | 12.903                    | 19      | 11        | 53        | 27         |
| 2001 | 420.000     | 520.000     | 80,8        | 30         | 17         | 13         | 14.000                    | 21      | 13        | 53        | 27         |
| 2002 | 429.000     | 530.000     | 80,9        | 28         | 17         | 11         | 15.321                    | 20      | 11        | 56        | 27         |
| 2003 | 430.000     | 530.000     | 81,1        | 31         | 19         | 12         | 13.870                    | 19      | 12        | 58        | 27         |
| 2004 | 430.000     | 530.000     | 81,1        | 29         | 17         | 12         | 14.827                    | 18      | 12        | 54        | 27         |
| 2006 | 441.000     | 543.000     | 81,2        | 37         | 24         | 13         | 11.918                    | 17      | 13        | 52        | 28         |
| 2013 | 484.000     | 593.000     | 81,6        | 43         | 28         | 15         | 11.255                    | 16      | 15        | 59        | 29         |
| 2016 | 496.000     | 595.423     | 83,3        | 42         | 23         | 19         | 11.809                    | 15      | 22        | 54        | 29         |
| 2019 | 515.000     | 619.700     | 83,1        | 31         | 21         | 10         | 16.612                    | 10      | 12        | 45        | 31         |
| 2021 | 523.000     | 658.844     | 79,4        | 41         | 26         | 15         | 12.756                    | 10      | 16        | 46        | 31         |